# École nationale d'administration (Sénégal)
Pour les articles homonymes, voir ENA et Ena.
L'École nationale d’administration (ENA) du Sénégal est un établissement d'enseignement professionnel supérieur, situé à Dakar et directement rattaché à la Primature (Premier ministre).

## Histoire
L'École nationale d'administration du Sénégal a une très longue histoire. Ses origines sont à chercher dans l'histoire coloniale du Sénégal, de la France et de l'Afrique-Occidentale française (AOF).
Elle est nommée École nationale d'administration et de magistrature (ENAM) de 1975 à 1995.

## Organisation
Son directeur général est Mor FALL, Inspecteur général d'Etat (IGE).
L'ENA compte deux cycles de formation :
- un cycle de formation de fonctionnaires de hiérarchie A1 (cycle A) qui forme les corps de fonctionnaires suivants :
  - les administrateurs civils ;
  - les inspecteurs du Trésor ;
  - les inspecteurs des impôts et domaines ;
  - les conseillers des affaires étrangères ;
  - les inspecteurs des douanes ;
  - les inspecteurs du travail et de la sécurité sociale ;
  - les commissaires aux enquêtes économiques.

Les élèves du cycle A sont recrutés parmi les étudiants titulaires d'une maîtrise au moins pour le concours direct et parmi les fonctionnaires de hiérarchie A ou B ayant 5 ans d'ancienneté dans la fonction publique pour le concours professionnel.
- un cycle de formation de fonctionnaires de hiérarchie B2 (cycle B) qui forme les corps de fonctionnaires suivants :
  - les secrétaires d'Administration ;
  - les contrôleurs du Trésor ;
  - les contrôleurs des impôts et domaines ;
  - les chanceliers ;
  - les contrôleurs du travail et de la sécurité sociale ;
  - les contrôleurs des enquêtes économiques.

Les élèves du cycle B sont recrutés parmi les élèves titulaires du baccalauréat au minimum pour le concours direct et parmi les fonctionnaires de hiérarchie B ou C.
À la différence des autres sections, la section douanes ne forme pas les contrôleurs des douanes qui sont formés à l'école des douanes.
Le concours d'entrée à cette école est réputé très sélectif. En 2011, près de 18 000 candidats (tous cycles et sections confondus) s'étaient présentés au concours d'entrée pour un nombre de postes ouverts de 147.
Si l'école fait l'objet de tant d'intérêt c'est sans doute parce qu'elle est la seule école de formation qui garantit l'emploi à ses sortants et leur ouvre les portes de la haute administration sénégalaise.
L'ENA compte sept sections que sont : 
- Travail et Sécurité sociale,
- Diplomatie,
- Douanes,
- Trésor,
- Impôts et domaines,
- Enquêtes économiques,
- Administration générale/Administration centrale et territoriale.

Depuis 2002, l'ENA publie le Bulletin de liaison de l'École nationale d'administration.

### Anciens élèves
- Moustapha Niasse, homme politique, Premier ministre sous Abdou Diouf et Abdoulaye Wade, président de l'Assemblée nationale du Sénégal de 2012 à 2022
- Mamadou Lamine Loum, homme politique, Premier ministre sous Abdou Diouf de 1998 à 2000
- Ousmane Tanor Dieng, homme politique, secrétaire général du Parti socialiste
- Coumba Ndoffène Bouna Diouf, homme politique, ministre sous Macky Sall
- Abdoulaye Diop, ministre de l'Économie et des Finances sous Abdoulaye Wade
- Abdoulaye Daouda Diallo, homme politique, ministre de l'Intérieur sous Macky Sall
- Mamadou Dieng, homme politique, comptable de la Commission électorale nationale autonome
- Viviane Bampassy, femme politique, ministre de la Fonction publique, de la Rationalisation des effectifs et du Renouveau du service public sous Macky Sall
- Ousmane Sonko, homme politique, député de 2017 à 2022, maire de Ziguinchor depuis janvier 2022
- Amadou Ba, homme politique, Premier ministre sous Macky Sall
- Bruno Diatta, ambassadeur puis ministre chef du Protocole de la présidence de la République de 1979 à 2018
- Marième Thiéo Cissé Doucouré, ministre délégué chargé des Collectivités locales sous Abdoulaye Wade
- Béthio Thioune, administrateur civil, guide religieux
- Bassirou Diomaye Faye, homme politique, 5e Président de la République du Sénégal
- Sahadi Sandi Abdou, diplomate nigérienne,
- Abdoulaye Saydou Sow, homme politique et dirigeant sportif.